# Mayo College

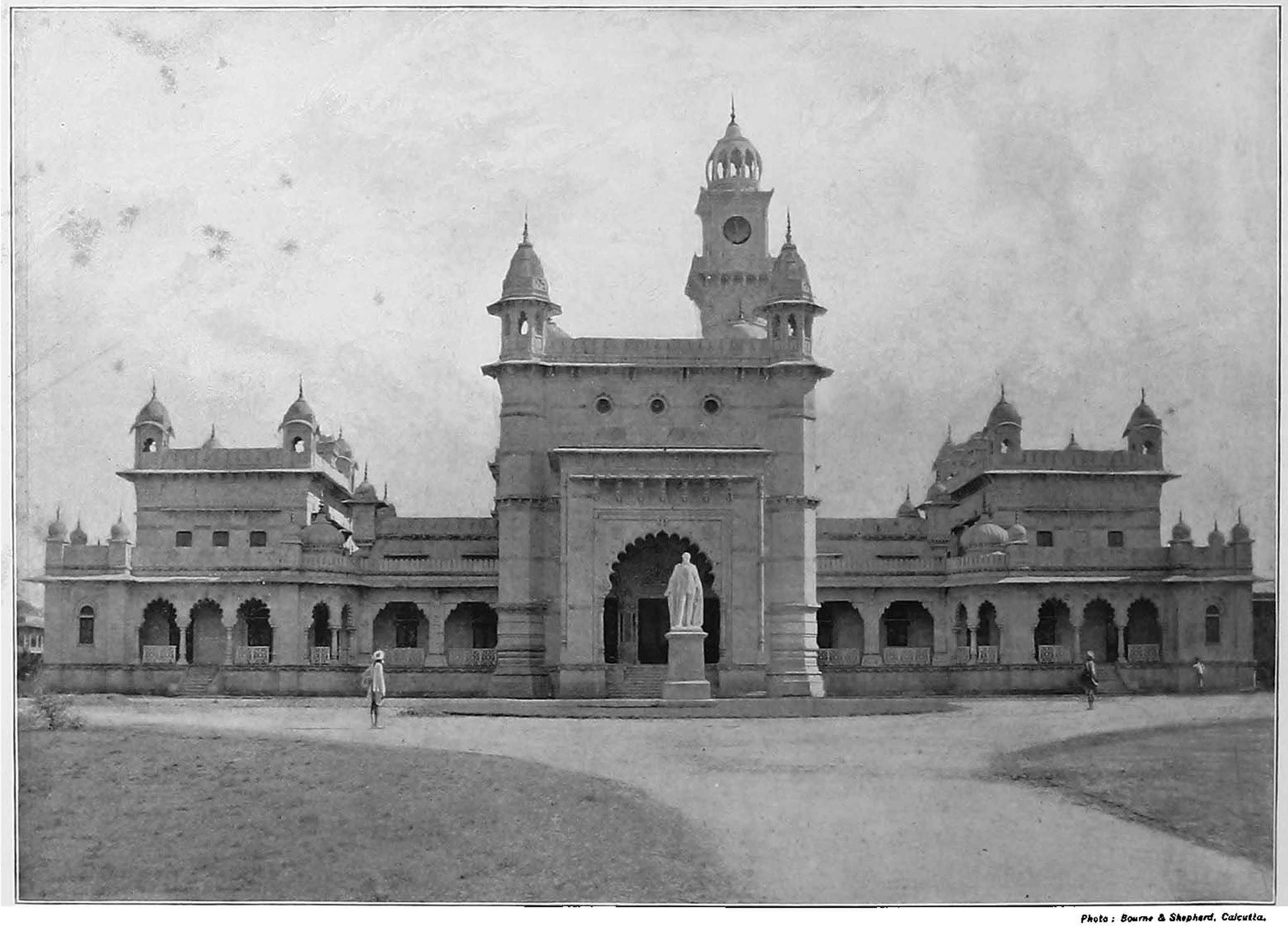
Le Mayo College vers 1895.

Le Mayo College est un établissement d'enseignement secondaire masculin indien situé à Ajmer (Rajasthan).

## Histoire
En 1857, à l'époque où l'Inde est une colonie britannique, se déroule une mutinerie de soldats indiens de la Compagnie britannique des Indes orientales. Le colonel M. F. K. Walter émet alors l'idée de créer une école pour les fils de maharadjahs – donc destinés à succéder à leurs pères – afin de créer de futures bonnes relations entre les dirigeants indo-britanniques. Le vice-roi des Indes Richard Southwell Bourke reprend ensuite l'idée et lance le projet du Mayo College, officiellement fondé en 1875. Chargé de réformer l'éducation en Inde, Thomas Babington Macaulay déclare alors : « Il s'agit pour nous de créer une élite indienne par le sang et la couleur, mais anglaise par ses opinions, sa morale et son intellect. »
Situé à 400 km de New Delhi, autour de la ville d'Ajmer sur un territoire de 22 hectares, l'établissement a pour modèle direct les internats britanniques. Il s'organise de ce fait en différentes « maisons », où sont répartis les élèves selon leur âge, de 9 à 18 ans. Porté par deux militaires Rajputs, le blason du Mayo College figure la Lune et le Soleil, les couleurs du Rajasthan et un fort. L'artiste John Lockwood Kipling invente sa devise : « Let there be light » (« Que la lumière soit »).
Son bâtiment principal est de style indo-sarrasin, syncrétisme d'éléments hindous, islamiques et européens, matérialisant l'harmonie entre communautés. Du marbre similaire à celui du Taj Mahal est utilisé pour sa construction. L'architecte militaire Mant est chargé des travaux, qui prennent fin en 1885 mais les cours commencent dès 1875. Parmi la première promotion, on compte par exemple le maharadjah d'Alwar, Mangal Singh, qui arrive à dos d'éléphant avec de nombreux autres animaux, 300 domestiques et son mobilier. Le prince avait déjà fait construire sa demeure personnelle, la Alwar House. D'autres élèves font ensuite de même. Dans l'Assembly Hall, où les élèves se réunissent de nos jours chaque matin pour chanter une prière, sont accrochés sur les murs les portraits des princes qui ont financé ces édifices, qui abritent depuis les « maisons » où dorment les jeunes garçons ; le maharadjah de Bikaner, qui a offert un pavillon de marbre rose devant le terrain de sport, a aussi droit au sien.
En 1987 est créée le pendant féminin de l'école, la Mayo College Girls School (en).
Le Mayo College dispose d'un musée, qui abrite des objets et des photos liés à son histoire.

## Vie scolaire
En 2018, l'établissement accueille 777 élèves et 120 professeurs, qui vivent avec eux, des élèves plus âgés étant chargés de l'encadrement. Le Mayo College s'étend désormais sur 76 hectares, avec 4 km de réseau routier, 10 000 arbres entretenus par 46 jardiniers et abrite de nombreux animaux, comme des dizaines de paons. Chacune des douze maison porte le nom d'une localité indienne.
Les élèves suivent des journées types millimétrées : réveil à 6 h, éducation physique, petit-déjeuner, cérémonie en uniforme à 8 h 30, cours de 9 h à 13 h 30, déjeuner, alors que l'après-midi est consacré aux pratiques artistiques puis sportives. Outre une piste servant à la pratique du cricket, du polo et du hockey, l'école dispose d'une piscine, d'un golf, de terrains de tennis, de basket, d'athlétisme, de tir à l'arc, de fusil, de squash et d'équitation. Les téléphones portables n'y sont pas autorisés et la discipline y est stricte.
Chaque année se termine par une cérémonie de remise des prix, présidée par une personnalité, par exemple la Première ministre Indira Gandhi.
Le Mayo College figure parmi les premières écoles du pays dans les classements, ce qui lui vaut d'être comparé à Eton. Alors qu'à l'origine, il était destiné à la scolarité des jeunes princes, son réseau contemporain de 5 500 anciens élèves est plus éclectique mais toujours élitaire : encore des maharadjahs, mais aussi des hommes politiques, des diplomates, des entrepreneurs et des artistes. Le coût de la scolarité y est très élevé, l'équivalent de 10 000 euros par an.

## Anciens élèves célèbres
- Liste des Mayoites (en).